# Kurt Paschold
Kurt Paschold (* 4. Januar 1921 in Buchbach; † nach 1961) war ein deutscher Chirurg und Hochschullehrer. Bekannt wurde er für seine Beteiligung an der Entwicklung von Gefäßprothesen aus Kunststoff.

## Leben und Wirken
Nach dem Schulabschluss studierte Paschold Medizin, promovierte an der Universität Heidelberg 1947 zum Dr. med. Danach war er Assistent der chirurgischen Abteilung der Städtischen Krankenanstalten in Erfurt und habilitierte 1960. Ab 1961 war er als Dozent für Chirurgie und Oberarzt an der Chirurgischen Klinik der Medizinischen Akademie Erfurt tätig.

## Schriften (Auswahl)
- Ueber die Anämie bei chronisch-lymphatischer Leukämie. 1945.
- Experimentelle Untersuchungen zur Implantation deutscher Kunststoffe als Gefäßersatzmaterial. Erfurt 1960.
- (Mitautor): Erste Hilfe am Arbeitsplatz (mindestens neun Auflagen).

## Ehrungen
- 1961 Rudolf-Virchow-Preis[1]